# Phyllanthus philippioides
Phyllanthus philippioides là một loài thực vật có hoa trong họ Diệp hạ châu. Loài này được Leandri miêu tả khoa học đầu tiên năm 1933.